# アッケルマンシア属
アッケルマンシア属（Akkermansia）は、偏性嫌気性グラム陰性細菌の属である。ムチン分解性で、幅広い脊椎動物の消化器官に分布する。
ヒトの糞便から分離されたアッケルマンシア・ムキニピラ（Akkermansia muciniphila）、アミメニシキヘビの糞便から分離されたアッケルマンシア・グリュカニピラ（Akkermansia glycaniphila）の2種が記載されている。何れも偏性嫌気性で、非運動性の楕円形の形状と外見も似ており、ムチンを唯一の炭素源及び窒素源並びにエネルギー源として使用できる。
保護粘膜層であるムチンの分解は、腸壁のバリアの破壊につながるため病原性因子とみなされるが、一方でムチンの分解生成物が、他の常在細菌の栄養を提供するとの見方もある。抗炎症作用を有す可能性もあり、研究されている。
ゲノムサイズは、Akkermansia muciniphila AKKM8が266万塩基対（ORF2138ヶ所）、Akkermansia glycaniphila APytTが307万塩基対（ORF2532ヶ所）。
学名はオランダの微生物学者、Antoon Akkermans（1940～2006）への献名である。